# Ole Blegel
Ole Blegel, egentligen Gunnar Olof Blegel, född 24 april 1922 i Hörups församling, Kristianstads län, död 3 augusti 1985 i Ängelholm, var en svensk författare, översättare och skådespelare.

Blegel, som var son till stadsveterinär Bertil Erikson och Olga Nilsson, blev filosofie kandidat vid Lunds universitet 1950 och var därefter verksam som journalist och frilansförfattare. Han skrev artiklar, reportage och noveller i veckotidningar.

## Filmografi
- 1969 – Oss emellan
- 1971 – Deadline
- 1971 – Julia och nattpappan (TV-serie)

- 1973 - NP Möller (TV-serie) avs. 4 Fidusen
- 1973 – Makt på spel (TV-serie)
- 1974–1975 – Pappa Pellerins dotter (TV-serie)
- 1976 – Sven Klangs kvintett
- 1980 – Sinkadus (TV-serie)

### Fotnoter
1. ↑  ”Ole Blegel”. Svensk Filmdatabas. http://sfi.se/sv/svensk-filmdatabas/Item/?type=PERSON&itemid=68461&ref=%2ftemplates%2fSwedishFilmSearchResult.aspx%3fid%3d1225%26epslanguage%3dsv%26searchword%3dOle+Blegel%26type%3dPerson%26match%3dBegin%26page%3d1%26prom%3dFalse. Läst 16 oktober 2012.
2. ↑  Blegel, Ole i Vem är Vem?: Skåne, Halland, Blekinge (andra upplagan, 1966)